# 蛇妖星雲
蛇妖星雲（Medusa Nebula）是一個位於雙子座，接近與小犬座邊界的巨大行星狀星雲。該星雲另有編號 Abell 21、Sharpless 274。蛇妖星雲於1955年被任職於洛杉磯加利福尼亞大學的天文學家乔治·阿贝尔發現，並且將它分類為古老的行星狀星雲。這個星雲因為它的氣體等物質形成了類似希臘神話中蛇髮女妖美杜莎辮狀蛇髮的構造，因而得名蛇妖星雲。

## 概要
直到1970年代早期蛇妖星雲都被認為是超新星遗迹。在經過電腦模擬計算膨脹速度和電波輻射的熱特性，蘇聯天文學家於1971年提出蛇妖星雲最可能是行星狀星雲的結論。
因為蛇妖星雲是極大的星雲，它的表面亮度非常低，因此它的表面視星等值有+15.99到+25等的報告。所以大多數天文觀測網站建議使用至少口徑20公分望遠鏡，並使用 [O III] 濾鏡觀測，雖然它也許可使用口徑較小的望遠鏡以攝影方式找到。

## 外部連結
- The Sharpless Catalog: Sharpless 274
- APOD picture: The Medusa Nebula （页面存档备份，存于）
- Images of the Universe: PK 205+14.1 The Medusa Nebula in Gemini （页面存档备份，存于）